# Quêteuse

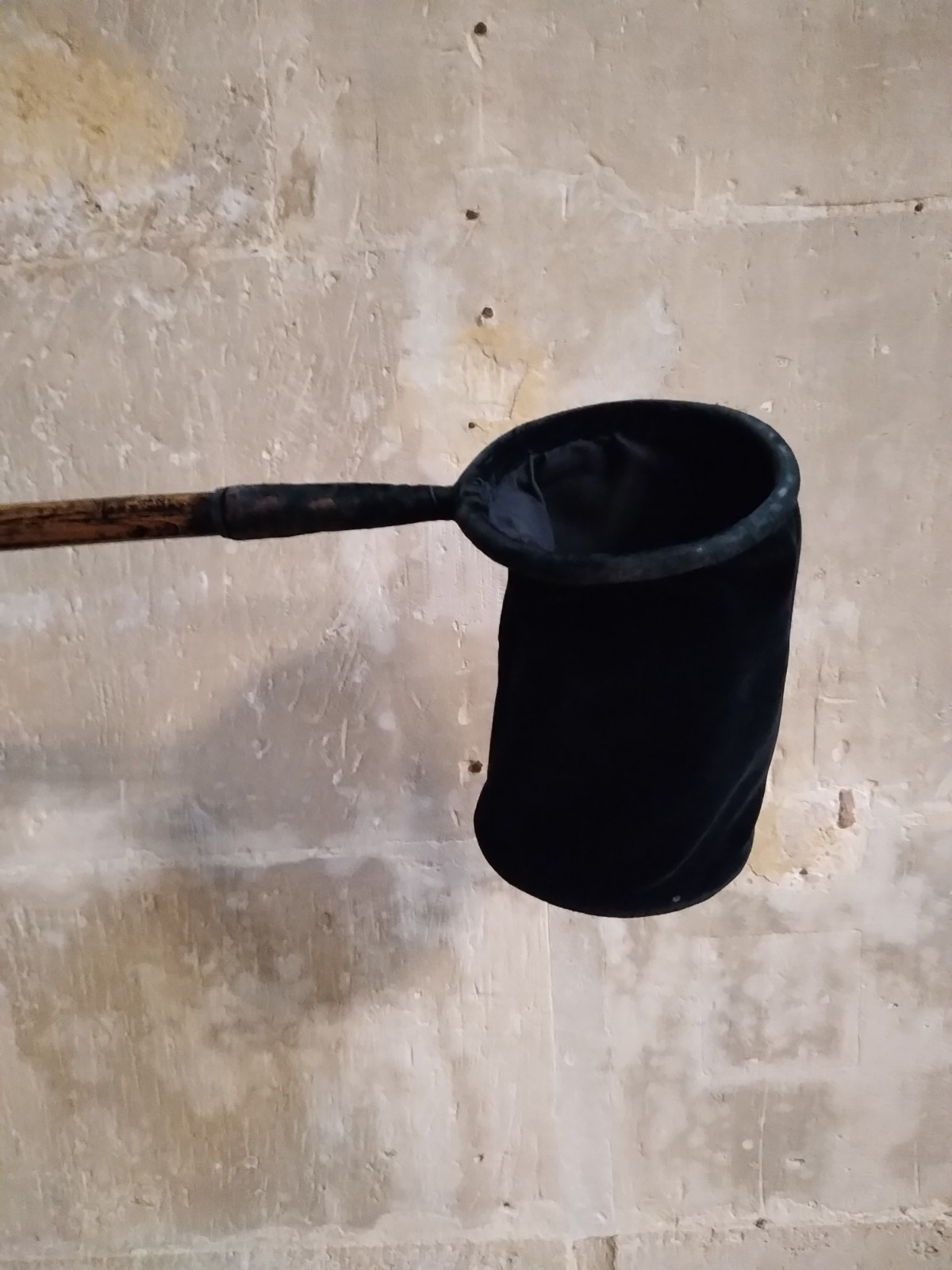
Une quêteuse, au Temple protestant de l'Oratoire du Louvre à Paris, France.

Une quêteuse est un objet utilisé dans certains églises protestantes pour recueillir l'offrande lors du culte. Elle ressemble à une épuisette en velours foncé, avec un long manche pour passer dans les rangs des fidèles. La quêteuse garantit l'anonymat du don. La collecte est effectuée par des diacres, des membres du conseil presbytéral ou de l'entraide,.